# Posició llarga
Posició llarga o estar llarg o llarg (en anglès: long position o long) és l'expressió emprada en els mercat de valors per referir-se a l'estat d'haver comprat un instrument financer amb l'esperança que el seu preu s'incrementarà. Una posició llarga equival a comprar una acció, comprar una  opció call o signar una compra d'un contracte de futurs; en aquests tres casos l'esperança de l'inversor i de l'especulador és que l'actiu incrementarà el seu preu en el futur i així el podrà vendre amb guanys. Per definició és la posició natural que adopten la majoria d'inversors quan implementen una estratègia d'inversió. Per oposició es defineix estar curt o posició curta quan un especulador adopta l'estratègia de vendre a crèdit una acció (sense haver-la comprat abans), de compra d'una  opció put o de signar una venda de  contracte de futurs, posicions que s'adopten quan s'espera que els preus cauran en el futur i per tant, podrem comprar l'actiu a un preu més baix, generant guanys.